# Cachoeira Alta
Cachoeira Alta là một đô thị thuộc bang Goiás, Brasil. Đô thị này có diện tích 1654,343 km², dân số năm 2007 là 8676 người, mật độ 5,2 người/km².